# Joaquín Rodríguez López
Joaquín Rodríguez López va ser un militar espanyol que va participar en la Guerra civil.

## Biografia
Membre del PCE, després de l'esclat de la Guerra civil es va unir a les forces republicanes. Militar procedent de milícies, arribaria a ser comandant de la 9a Brigada Mixta. L'abril del 1938 va ser nomenat comandant de la 11a Divisió, amb la qual va tenir una destacada intervenció en la batalla de l'Ebre, sostenint la seva unitat acarnissats combats en la serra de Pàndols. Va arribar aconseguir el rang de tinent coronel. Al començament de 1939, després de la caiguda de Catalunya, va tornar a la zona centro-sud encara controlada per la República. Va arribar a manar algunes forces de la 10a Divisió que van reprimir la revolta de la base naval de Cartagena. A la fi de març va aconseguir fugir d'Espanya.
Es va exiliar en la Unió Soviètica al costat d'altres militars comunistes, on va fer estudis en l'Acadèmia Militar Frunze.